# Nanda Devi
Nanda Devi – masyw górski w Himalajach Garhwalu, w zachodniej części Himalajów Wysokich, na zachód od jeziora La’ang Cuo, pomiędzy rzekami Dhauliganga na zachodzie, Goriganga na wschodzie i Girthi na południu. Wierzchołek główny Nanda Devi ma 7816 m n.p.m. i jest drugim co do wysokości szczytem Indii, znajduje się przy granicy z Chinami. Inne wierzchołki masywu to: Nanda Devi East (7434), Tirsuli (7074), Dunagiri (7066), Changabang (6864). Stoki masywu zbudowane z prekambryjskich skał krystalicznych i metamorficznych pokryte są lodowcami i wiecznym śniegiem. Ściany góry, o wysokości do 4000 metrów, tworzą zamknięty pierścień, zwany Sanktuarium Nanda Devi.

## Historia zdobycia
Pierwszym europejskim wspinaczem, jaki zapuścił się w rejon Nanda Devi był w 1883 r. Brytyjczyk William Woodman Graham, któremu towarzyszyli dwaj Szwajcarzy: wspinacz Emil Boss i wysokogórski przewodnik Ulrich Kaufmann. Nie mogąc jednak pokonać zerw Sanktuarium zwrócili swe zainteresowanie w stronę Dunagiri. Pierwszą próbę wejścia na Nanda Devi East podjął w 1905 r. Thomas G. Longstaff wraz z alpejskimi przewodnikami Alexisem i Henri Brocherelami, jednak osiągnęli oni tylko przełęcz Nanda Devi Khal (5910 m), nazwaną później Przełęczą Longstaffa.
Wierzchołek główny został zdobyty południową granią przez N.E. Odella i H.W. Tilmana z ośmioosobowej wyprawy amerykańsko-brytyjskiej w roku 1936.
W kwietniu 1939 r. na wschodni szczyt Nanda Devi wyruszyła pierwsza polska wyprawa w Himalaje. W jej czteroosobowym składzie byli: Stefan Bernadzikiewicz (32 l.), Jakub Bujak (34 l.), Janusz Klarner (29 l.) oraz kierownik wyprawy: Adam Karpiński (42 l.). 2 lipca 1939 r. o godzinie 17:30 dwójce z nich, Jakubowi Bujakowi i Januszowi Klarnerowi, udało się wejść na dziewiczy, liczący 7434 m n.p.m. szczyt Nanda Devi East, wówczas szósty co do wysokości zdobyty przez człowieka. W trakcie dalszej części wyprawy, w drodze na Tirsuli, 18 lipca 1939 r. na założony na wysokości 6150 m. przez Bernadzikiewicza i Karpińskiego III obóz zeszła lawina, która pogrzebała obu himalaistów. Wypadek ten zdecydował o zakończeniu wyprawy.
Podczas francuskiej wyprawy z 1951 mającej za cel trawersowanie masywu przez wierzchołek główny i wschodni zginęli Duplat i Vignes. W poszukiwaniu towarzyszy Louis Dubost i sirdar Tenzing Norgay (późniejszy pierwszy zdobywca Everestu) dokonali drugiego wejścia na wschodni wierzchołek Nanda Devi. Tenzing uważał później to wejście za swoją najtrudniejszą wspinaczkę. 
3-kilometrową trudną i eksponowaną grań między wierzchołkiem głównym i wschodnim pokonała ostatecznie ekspedycja japońsko-indyjska w roku 1976. 
Nawiązując do 50. rocznicy zdobycia Nanda Devi East przez Bujaka i Klarnera Wojciech Jedliński, Ryszard Kowalewski, Jan Kwiatoń i Jerzy Tillak podjęli próbę ponownego wejścia na szczyt, zakończoną jednak tylko dotarciem do wysokości 6500 m. Kolejną próbę podjęli, w 70. rocznicę przedwojennej wyprawy, Daniel Cieszyński, Jan Lenczowski (wnuk Jakuba Bujaka), Narcyz Sadłoń, Tomasz Walkiewicz i Jarosław Woćko, którzy osiągnęli 6900 m.
27 czerwca 2019 (w 80. rocznicę pierwszej polskiej wyprawy na Nanda Devi East) członkowie polskiej wyprawy – Jarosław Gawrysiak i Wojciech Flaczyński zdobyli wschodni wierzchołek Nanda Devi. 
Tereny wokół Nanda Devi objęte są ochroną w ramach Parku Narodowego Nanda Devi, który w 1988 został wpisany na Listę Światowego Dziedzictwa UNESCO.

## Znaczenie nazwy

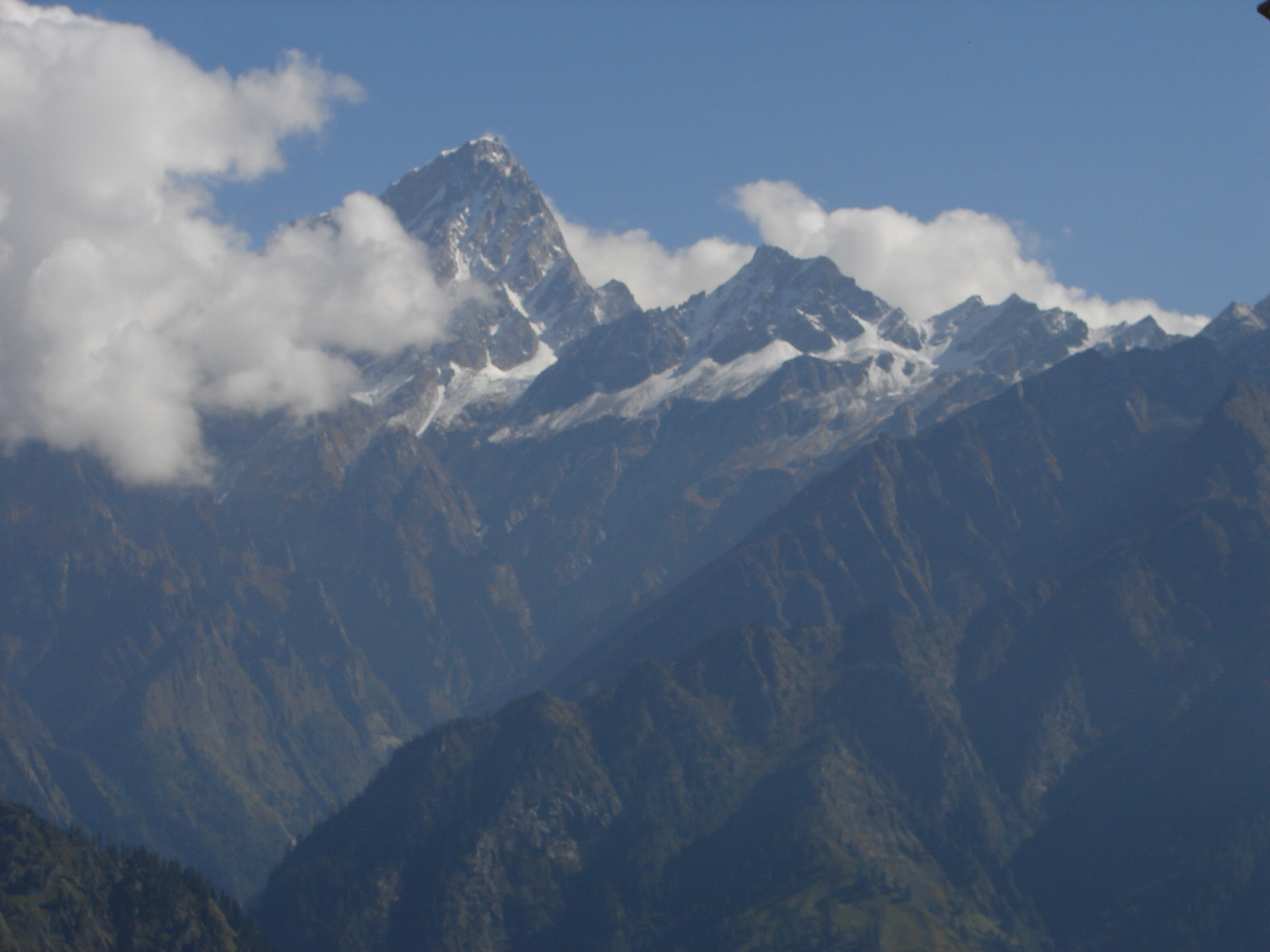
Nanda Devi

Nanda jest jednym z przydomków hinduistycznej bogini śmierci Kali – żony Śiwy. Słowo dewi (ang. devi) znaczy „bogini”.

## Nanda Devi w literaturze
- Janusz Klarner: Nanda Devi,  wydanie polskie: 1956;
- John Roskelley: Nanda Devi. Tragiczna wyprawa, wydanie polskie: Stapis, 2003, ISBN 83-88212-20-6;
- Dariusz Jaroń: Polscy himalaiści. Pierwsza polska wyprawa w Himalaje, Marginesy, 2019.

## Nanda Devi w filmie
- Nanda Devi, bogini zwycięstwa  Polska 1989